# الانشقاق الغربي

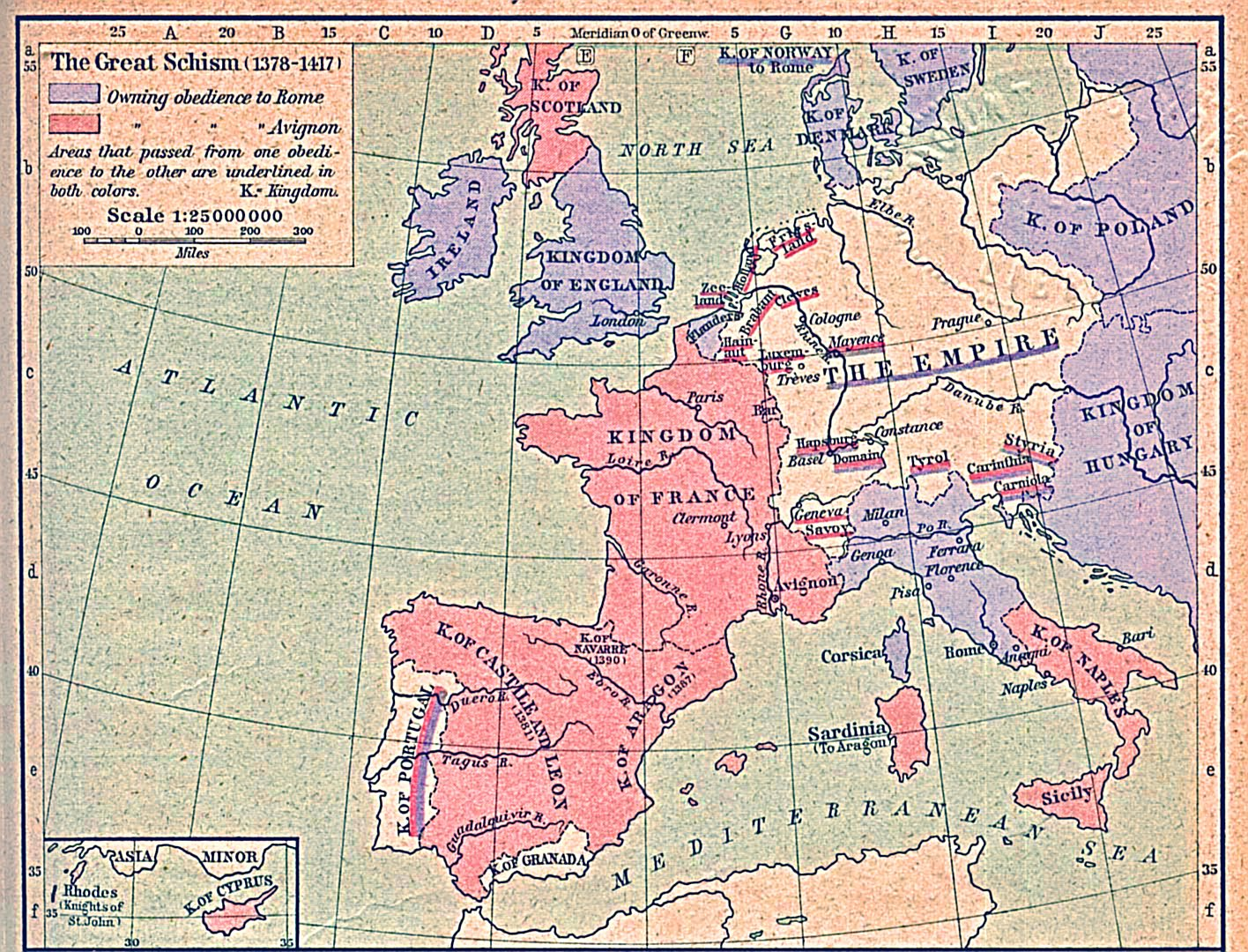
خريطة تبين التأييد لأفينون بالأحمر والتأييد لروما بالأزرق خلال الانشقاق الغربي وحتى مجمع بيزا في 1409 عندما ظهر تأييد لمدع ثالث

الانشقاق العظيم للمسيحية الغربية أو الانشقاق الباباوي أو الغربي هو انشقاق في الكنيسة الرومانية الكاثوليكية بدءًا من العام 1305 وحتى عام 1417 اتخذ قسم من البابوات أفينيون في جنوب فرنسا مقرًا لهم في حين ظل القسم الآخر في روما، وتعترف الكنيسة الكاثوليكية اليوم بشرعية كلا البابوين خلال تلك الفترة، بيد أن بابوات روما كانوا فعليًا تحت سيطرة الأباطرة الرومانيين، ما أدى إلى إضعاف موقعهم. كذلك الحال بالنسبة للولايات البابوية، فعلى الرغم من أن الكيان لم يتم احتلاله وإتباعه للإمبراطورية الرومانية المقدسة، إلا أنّه قد أصبح بحكم الأمر الواقع تابعًا لها. تزامن ذلك مع انتشار الفقر والفوضى واستبداد حكم الإقطاع المحلي. شهدت تلك الفترة عدة محاولات لتحسين الأوضاع، غير أنها عمومًا كانت ذات أثر محدود. أبرز المحاولات الإصلاحية صدور المدونة القانونية أو دستور الخاص بالولايات البابوية (باللاتينية: Sanctæ Constitutiones Matris Ecclesiæ) عام 1357، وظل العمل بهذا الدستور ساريًا حتى استبداله العام 1816. وبالتالي تكون الفاتيكان من أوائل دول العالم التي وضعت دستور منظم لحياتها السياسية والاجتماعية.
حاول بعض بابوات أفنيغون العودة إلى روما، منهم البابا أوربان الخامس عام 1367 لكن عملية إعادة الوحدة لم تكن قد نضجت بعد، فاضطر البابا إلى العودة إلى فرنسا عام 1370 واستقر مجددًا في أفنيغون التي كانت قد أعلنت جزءًا من الولايات البابوية، وقد ظلت تابعة لها حتى بعد عودة البابا إلى روما، ولم تعد لحكم الدولة الفرنسية إلا في أعقاب الثورة الفرنسية عام 1789.
بدءًا من عام 1378 تعددت محاولات السيطرة على الكرسي البابوي بين الأباطرة والطامعين في الحصول على الكرسي الرسولي، يطلق على هذه الفترة من تاريخ الفاتيكان عمومًا اسم «الجدل الكبير» الذي حُلّ أخيرًا عام 1417، من خلال مجمع كونستانس والذي انتخب في أعقابه البابا مارتن الخامس حبرًا للكنيسة الكاثوليكية جمعاء، منهيًا بذلك حوالي قرن من الانشقاق.